# 瓦蒂亞
瓦蒂亞（英語：Vatia）是位於美屬薩摩亞圖圖伊拉島上的一個村莊。它是位於瓦蒂亞灣的北岸村莊。通往瓦蒂亞的公路，美屬薩摩亞006號公路，是唯一經過美屬薩摩亞國家公園的公路。瓦蒂亞風景優美，位於波拉嶺(Pola Ridge)腳下，周圍有國家公園環繞著。瓦蒂亞是美屬薩摩亞國家公園圖圖伊拉區的中心。它位於維法努奧縣。
截至2010年底，瓦蒂亞的人口估計為640人。